# Ogden L. Mills

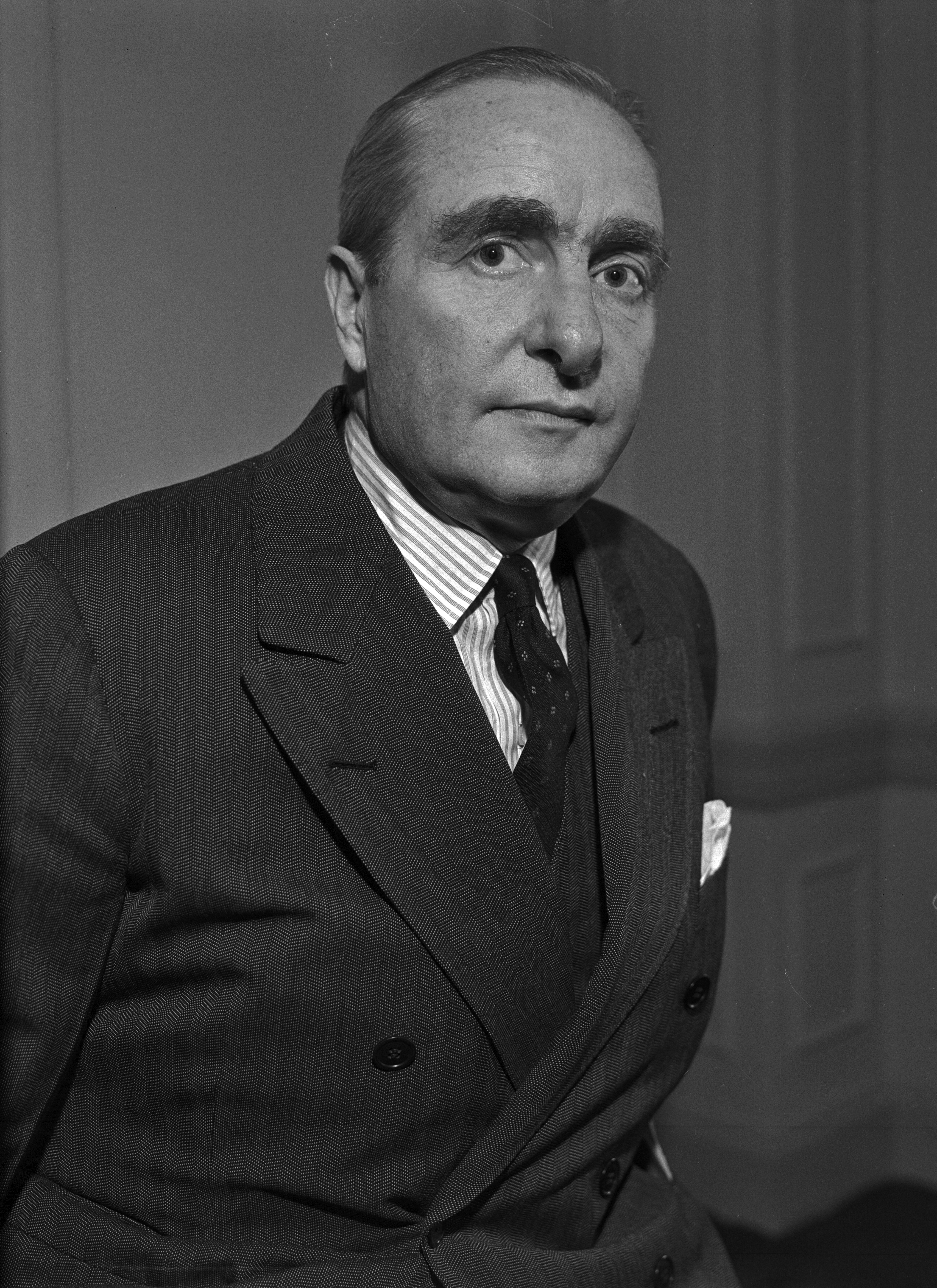
Ogden L. Mills (1936)

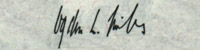
Unterschrift von Mills auf US-$-Banknoten

Ogden Livingston Mills, Jr. (* 23. August 1884 in Newport, Rhode Island; † 11. Oktober 1937 in New York City) war ein US-amerikanischer Geschäftsmann und Politiker (Republikanische Partei), der dem Kabinett von US-Präsident Herbert Hoover als Finanzminister angehörte.

## Familie, Studium und berufliche Laufbahn
Mills entstammte einer wohlhabenden Familie, die Anteile an Banken, Eisenbahnen und Bergwerken an der Pazifikküste besaß. Nach dem Schulbesuch absolvierte er ein Studium der Rechtswissenschaften an der Law School der Harvard University, das er 1904 mit einem Bachelor of Arts (B.A.) sowie 1907 mit einem Juris Doctor (J.D.) abschloss. 1908 wurde er als Rechtsanwalt in New York zugelassen.
Zudem war er Direktor verschiedener großer Gesellschaften wie der Atchison, Topeka and Santa Fe Railway und der Mergenthaler Linotype Company. Zusammen mit seiner ein Jahr älteren Schwester Gladys Mills Phipps betrieb er auch einen Reitstall mit englischen Vollblutpferden. Er war Besitzer des Pferdes Kantar, das 1928 das prestigeträchtigste Pferderennen seiner Kategorie, den Prix de l’Arc de Triomphe, gewann.

## Politische Laufbahn

### Staatssenator und Kongressabgeordneter
Mills begann seine politische Laufbahn in New York 1911 als Schatzmeister der Republikanischen Partei in einem County. 1914 kandidierte er erfolglos für das Repräsentantenhaus der Vereinigten Staaten.
Als Vertreter des Bundesstaates New York war er 1912, 1916 sowie 1920 Delegierter zur Republican National Convention, die den Präsidentschaftskandidaten der Republikaner nominiert. 1914 wurde er in den Senat von New York gewählt und 1916 wiedergewählt. Nach dem Eintritt der USA in den Ersten Weltkrieg trat er 1917 der United States Army bei und diente bis zum Ende des Krieges als Captain in den American Expeditionary Forces.
Zwischen 1921 und 1927 gehörte er dann dem US-Repräsentantenhaus als Abgeordneter an. Dort vertrat er die Interessen der Republikaner des 17. Kongresswahlbezirks von New York. Während seiner Abgeordnetentätigkeit war er unter anderem Mitglied des einflussreichen Committee on Ways and Means.

### Finanzminister unter Hoover und Kritiker des New Deal von Roosevelt

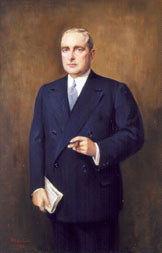
Porträt von Ogden L. Mills im Finanzministerium

1927 wurde er von Präsident Calvin Coolidge zum Staatssekretär im Finanzministerium (Under Secretary of the Treasury) berufen. Dieses Amt übte er bis 1932 aus.
Nach dem Rücktritt von Andrew W. Mellon wurde er am 13. Februar 1932 durch Präsident Herbert Hoover selbst zum Finanzminister (Secretary of the Treasury) ernannt. Ebenfalls 1932 wurde er in die American Academy of Arts and Sciences gewählt. Das Amt des Finanzministers übte er bis zum Ende der Präsidentschaft von Hoover am 4. März 1933 aus.
Als Finanzminister war er ein starker Verfechter der Kopplung des Dollar an den Goldpreis, den so genannten Goldstandard. Bei seinem Versuch für einen ausgeglichenen Haushaltssaldo sah er sich aber den wachsenden Problemen der Arbeitslosigkeit sowie der ansteigenden Nachfrage nach höheren Regierungsausgaben zur Milderung der Depression ausgesetzt.
Nachdem er als Finanzminister ausgeschieden war, wurde er in den folgenden Jahren zu einem Hauptkritiker des New Deal des neu gewählten demokratischen Präsidenten Franklin D. Roosevelt. Diese Kritik veröffentlichte er dabei auch in den Büchern
- What of Tomorrow. 1935
- The Seventeen Million. 1937